# Љубав и неповерење
Љубав и неповерење (енгл. Love & Distrust) америчка је љубавна драма из 2010. Састоји се од пет кратких филмова (Летњиковац, Новчићи, Плави стубови, Аутомобили и Скакавац) у којима главне улоге тумаче Роберт Патинсон, Ејми Адамс, Сем Вортингтон, Роберт Дауни Млађи и Џејмс Франко.